# Pygophora bakeri
Pygophora bakeri är en tvåvingeart som beskrevs av Crosskey 1962. Pygophora bakeri ingår i släktet Pygophora och familjen husflugor. Inga underarter finns listade i Catalogue of Life.